# Arvid Fredrik Lönnroth
Arvid Fredrik Lönnroth, född 27 augusti 1823 i Göteborg, död 13 mars 1880 i Torpa församling,,  var en svensk officer och konstnär. Han arbetade mest med djurmåleri, särskilt hästar.

## Biografi
Hans far, Arvid Lönnroth, var officer vid Göta artilleriregemente. Som kadett på Karlbergs kadettskola visade Arvid Fredrik Lönnroth sådana anlag för teckning att han av Oscar I 1852 fick ett enskilt understöd för att utveckla sin talang vid Konstakademien i Stockholm. Förutom undervisningen på akademien tog han även lektioner i målning av Carl Staaff. År 1856 gjorde han en studieresa till Düsseldorf, där han uppehöll sig till våren 1859 och studerade under professor Wilhelm Camphausen. 
År 1862 fick han ett resestipendium från Konstakademien och gjorde en ny resa utomlands. Han tillbringade denna studietid i Berlin och Dresden.
På den militära banan avancerade han till kapten vid Älvsborgs regemente 1864 och blev 1879 vid sitt avsked major i armén. 
Lönnroth är representerad vid Nordiska museet. och Nationalmuseum
Gift 1865 med Kristina Elisabet Adelsköld, dotter till fideikommissarie Erik Sebastian Adelskiöld och Sofia Maria von Proschwitz.

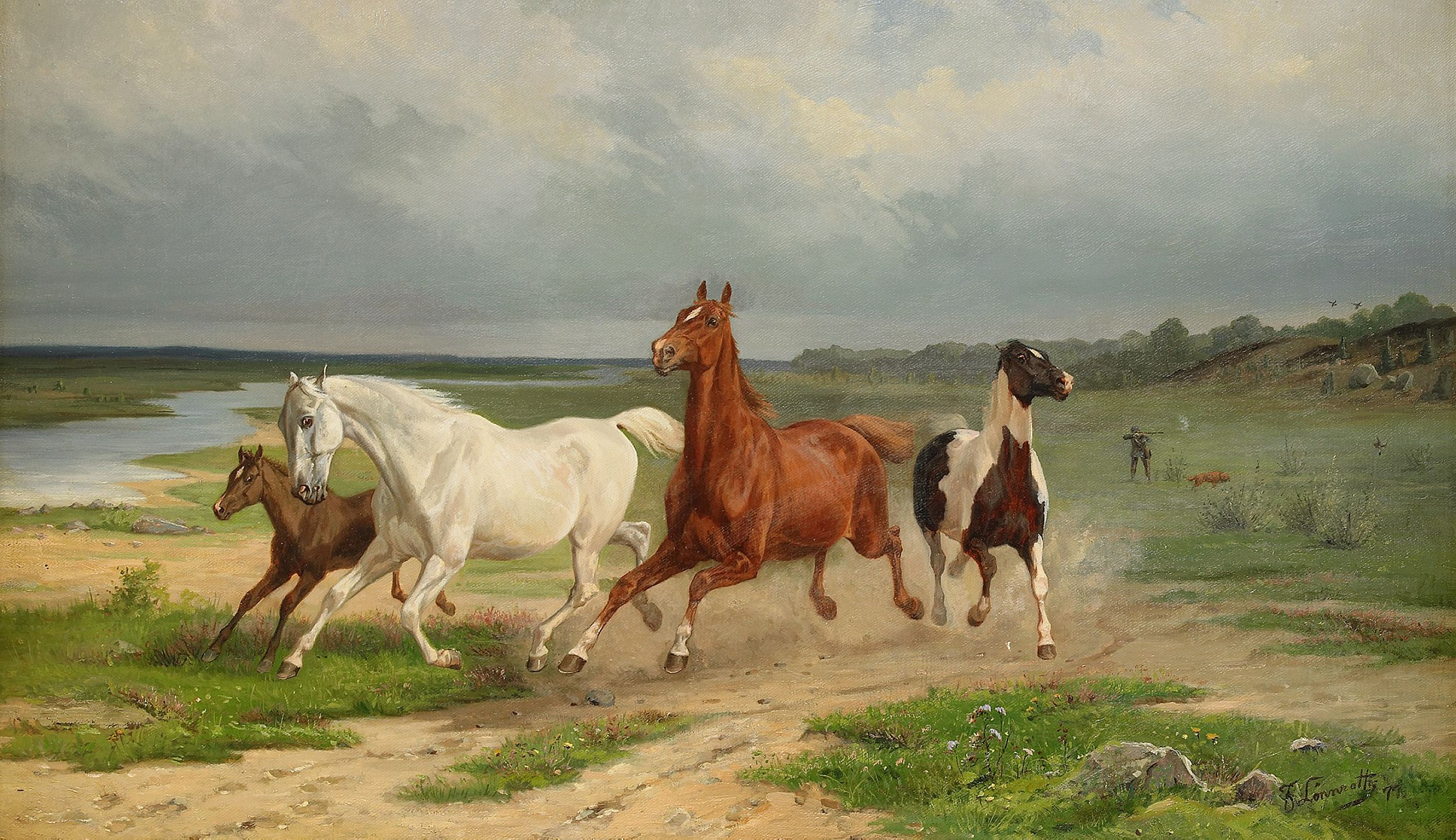
Flyende hästar (1877), av Arvid Fredrik Lönnroth

## Utmärkelser
- Riddare av Svärdsorden.[6]

### Webbkällor
- Lönnroth, Arvid Fredrik i Herman Hofberg, Svenskt biografiskt handlexikon (andra upplagan, 1906)